# Göde István
Csíkszentsimoni Göde István (1801. – Nyárádszereda/Nyárádszentlászló, 1872. november 3.) színész, színigazgató.

## Életpályája
1820-ban Kolozsváron jogászból lett színész. 1821. március 11-én az új kolozsvári kőszínházban Szentjóbi Szabó László Mátyás király című darabjában szerepelt. 1823-ban elhagyta Kolozsvárt. Kassán (1823) és Székesfehérváron (1824) játszott. 1825-ben tagja volt a pozsonyi országgyűlési társulatnak. Az 1830-as években színházigazgatóként dolgozott kisebb társulatoknál. 1841-ben a Nemzeti Színház vendégművésze volt. 1842-ben ismét színigazgató volt. Az 1848–49-es forradalom és szabadságharcban a Mátyás-huszárok számvevőtisztje volt Bem oldalán; fogságba esett és Josefstadtban raboskodott. 1848-ban vonult vissza a színpadtól. Ezután jegyző, leánynevelő intézeti igazgató és bírósági alkalmazott volt. 1871-ben, a kolozsvári színház 50 éves jubileumán lépett színpadra utoljára.
Hősöket és intrikusokat alakított, képzett énekhangjával kisebb basszusszerepeket is elénekelt. Emlékeit levélformában írta meg: Történeti lapok, 1875. ápr. 25.–máj. 16., négy folytatásban. Kiadta Kótsi Patkó János egyetemes színháztörténeti jegyzeteit (Színfüzér mint nyugdíj, Kolozsvár, 1846), Flóra című almanachjában (Marosvásárhely, 1834) saját verseit és novelláját közölte.

## Színházi szerepei
- Hugo: Borgia Lucretia – Gennaro
- Rossini: Tancred – Orbassano
- Ruzitska J.: Béla futása – Kálmán
- Hafner–Chudy J.: Pikkó herceg és Jutka Perzsi – Dadagó

## Művei
- Flóra. Ujévi zsebkönyvecske 1835-ik évre (Marosvásárhely, 1834)
- Színfüzér, mint nyugdíj (Kótsi Patkó János jegyzetei s a bennidézett írók után szabadon szerkeszté s kiadta, Kolozsvár, 1846).